# شان برادبری
شان برادبری (انگلیسی: Shaun Bradbury؛ زادهٔ ۱۱ فوریهٔ ۱۹۷۴) بازیکن فوتبال اهل بریتانیا است.
از باشگاه‌هایی که در آن بازی کرده‌است می‌توان به باشگاه فوتبال ولورهمپتون واندررز، باشگاه فوتبال بریج‌نورث تاون، و باشگاه فوتبال هرفورد یونایتد اشاره کرد.